# Журнал для чтения воспитанникам военно-учебных заведений
«Журнал для чтения воспитанникам военно-учебных заведений» (рус. дореф. «Журналъ для чтенія воспитанникамъ военно-учебныхъ заведеній») — издавался в Санкт-Петербурге с 1836 по 1865 год.

## История
В 1835 году у начальника штаба военно-учебных заведений Я. И. Ростовцева возникла мысль об издании особого журнала для чтения воспитанниками этих заведений, «который способствовал бы развитию в них собственной силы мышления и соображения и нечувствительно вселял бы в них любовь к занятиям добровольным и уважение ко всему отечественному».
При содействии выдающихся деятелей того времени, П. А. Плетнева, M. H. Талызина, И. П. Шульгина, А. П. Максимовича и других, Ростовцев детально разработал план издания, представил его императору Николаю I, и последний «одобрил план издания журнала».
Как видно из приказа главного начальника военно-учебных заведений 20 июня 1836 года, № 135, программа журнала была след.: 1) изящная словесность, 2) история, 3) науки (в том числе и военные) и художества, 4) смесь. Журнал должен был выходить раз в 2 недели, книгами от 5 до 7 печатных листов. На издержки журнала отпускались суммы из общего военно-учебных заведений экономического капитала с тем, «чтобы оный был пополняем с процентами от распродажи сего журнала заведениям». Каждый номер журнала рассылался в заведения, в таком числе экземпляров, «чтобы на каждых пятерых воспитанников приходилось и выдавалось им на руки по 1 экземпляру». Другая половина шла в запас для составления впоследствии в каждом заведении библиотеки.
В журнале принимали участие: П. Н. Глебов, Плетнев, Талызин, Максимович, Данилевский, Висковатов, В. Боткин, Е. К. Кемниц и другие. Общая цензура была возложена на цензора профессора Никитенко. Журнал печатался в количестве 2 тысячи экземпляров. Во главе редакции журнала стоял сам Ростовцев. С первых же дней своего существования журнал стал пользоваться популярностью, и его охотно читали. «Могу уверить Вас без лести, — писал Ростовцеву 30 сентября 1836 года Сенковский, — что этот скромный журнал для юношества лучше десяти других литературных журналов, издаваемых для публики; статьи в нем выбраны со вкусом, с умением и представляют все вместе полезное и разнообразное чтение».
Просуществовав около 30 лет, в 1863 году прекратил своё существование; вместо него стал выходить «Педагогический сборник».